# Lokale politie
De lokale politie (Frans: police locale, Duits: lokale Polizei) is in België het politieniveau dat de basispolitiezorg levert. Op 1 januari 2001 werden de voormalige politiediensten in België, te weten de Gerechtelijke Politie bij de Parketten, Gemeentepolitie en Rijkswacht, geïntegreerd en gestructureerd op twee niveaus. Sinds dat moment vormen de Federale politie en de lokale politie samen de geïntegreerde politie gestructureerd op twee niveaus.
De lokale politie verzekert de basispolitiezorg. Het gaat om alle opdrachten van bestuurlijke en gerechtelijke politie die nodig zijn voor het beheren van gebeurtenissen/fenomenen op het grondgebied van de politiezone, evenals sommige opdrachten van federale aard.
De lokale politie wordt georganiseerd per politiezone. Er zijn 185 verschillende politiezones. Sommige zones omvatten slechts één gemeente, andere bestaan uit twee of meer gemeenten.
Een politiezone bestaande uit meerdere gemeenten heeft rechtspersoonlijkheid. De administratieve verplichtingen zoals de begroting en de boekhouding lopen grotendeels gelijk met die van gemeenten en steden.
De korpschef (ook wel zonechef genoemd) van een politiezone die slechts één gemeente omvat, legt verantwoording af aan de gemeenteraad / schepencollege. Omvat de politiezone meer gemeenten dan legt hij verantwoording af aan de politieraad / het politiecollege. In elke meergemeentepolitiezone wordt telkens één burgemeester aangeduid die voor een bepaalde of onbepaalde duur voorzitter is van het politiecollege/de politieraad.

## Basisfunctionaliteiten
Iedere lokale politiezone heeft zeven basistaken inzake politiezorg om een minimale dienstverlening aan de bevolking te geven:
1. Wijkwerking
2. Onthaal
3. Interventie
4. Politionele slachtofferbejegening
5. Recherche
6. Handhaving van de openbare orde
7. Verkeer

### Wijkwerking
Wijkinspecteurs zijn het eerste aanspreekpunt voor de bevolking. Ze zijn de vertrouwenspersoon voor de inwoners van hun wijk. Ze zien toe op de orde, rust en veiligheid in hun wijk. Ze doen dit onder andere door te informeren en te bemiddelen.

### Onthaal
Het onthaal van de politie beantwoordt vragen, geeft informatie, verwijst mensen door, noteert klachten en aangiften, bezorgt de nodige attesten in geval van diefstal of verlies van officiële documenten zoals een identiteitskaart of rijbewijs.

### Interventie
Interventie is het tussenkomen bij oproepen (zowel dringend als niet-dringend), patrouilleren en preventief toezicht houden, bijstand leveren aan andere diensten.

### Politionele slachtofferbejegening
Dit is het verlenen van eerste hulp en bijstand aan slachtoffers van een schokkende gebeurtenis, een ongeval, een misdrijf of een ramp. Dit houdt in: luisteren naar het verhaal, erover praten, de slachtoffers informeren over juridische zaken, verzekeringsaangelegenheden en advocaten, slachtoffers aan het juiste adres helpen als er nood is aan verdere informatie of begeleiding.

### Recherche
Dat is het verzamelen van de nodige bewijzen om daders van een misdrijf te kunnen identificeren met het oog op hun vervolging door de gerechtelijke overheden.

### Handhaving van de openbare orde
Met handhaving van de openbare orde wordt bedoeld het bewaren en herstellen van de openbare rust, de openbare veiligheid en de openbare gezondheid tijdens evenementen zoals betogingen, fuiven, loopwedstrijden, voetbalwedstrijden en wielerwedstrijden.

### Verkeer
Deze functionaliteit houdt in: verhogen van de verkeersveiligheid, verlagen van het aantal verkeersslachtoffers, op educatieve, preventieve en repressieve wijze toezien op de naleving van het verkeersreglement.

## Bijkomende functionaliteiten
Preventief werken is heel belangrijk bij het bestrijden van criminaliteit. De politie hecht dus veel belang aan preventie. Ze organiseert nu en dan ook preventiecampagnes. Sommige politiediensten nemen dit op in hun dagelijkse werking. Andere zones werken hiervoor samen met de preventiedienst van hun stad of gemeente. Er zijn ook zones die hun eigen preventiedienst hebben.

### Preventiediensten van de politie

#### Thema's
De thema's waar de politie rond werkt verschillen van zone tot zone. Dat is afhankelijk van de criminaliteitsfenomenen die het vaakst voorkomen in de zone. Voorbeelden van thema's kunnen zijn:
- Diefstalpreventie
- Alcohol- en drugpreventie
- Geweldpreventie
- Fuifbeleid
- Fietslabeling
- Buurtbemiddeling
- Verkeersveiligheid
- Zelfmoordpreventie

#### Voorbeelden
Hieronder enkele voorbeelden van Vlaamse zones die over zo'n dienst beschikken.
- Provincie Antwerpen
  - PZ Antwerpen
  - PZ Balen – Dessel – Mol
  - PZ Brasschaat
  - PZ Voorkempen
- Provincie Limburg
  - PZ Tongeren-Herstappe
- Provincie Oost-Vlaanderen
  - PZ Aalst
  - PZ Brakel - Horebeke - Maarkedal - Zwalm
  - PZ Dendermonde
  - PZ Erpe-mere / Lede
  - PZ Ninove
  - PZ Schelde-Leie
  - PZ Sint-Niklaas
  - PZ Vlaamse Ardennen
  - PZ Rhode en Schelde
- Provincie Vlaams-Brabant
  - PZ Grimbergen
  - PZ Vilvoorde / Machelen
- Provincie West-Vlaanderen
  - PZ Arro Ieper
  - PZ Damme / Knokke-Heist
  - PZ Mira
  - PZ RIHO
  - PZ Vlas

De benaming van de dienst kan verschillend zijn van zone tot zone. Enkele voorbeelden van benamingen zijn preventiedienst, sectie diefstallen - preventie en dienst criminaliteitspreventie.
Ook de plaats van de dienst in het organigram van de politieorganisatie kan verschillen in de zones.

#### Aanbod
Het aanbod van de preventiediensten verschilt ook van zone tot zone. Dat kan zijn:
- Het ontwikkelen van projecten en acties om criminaliteit en onveiligheidsgevoelens te doen dalen
  - Projecten tegen partnergeweld
  - BOB-campagnes
  - Acties tegen alcohol- en druggebruik bij -16-jarigen
  - Projecten rond inbraakpreventie
  - Acties rond preventie van jeugdcriminaliteit
  - Projecten tegen spijbelgedrag bij jongeren
- Advies op maat geven aan burgers en ondernemers om het risico op inbraak, winkeldiefstal en fietsdiefstal zoveel mogelijk te beperken. Dat kan aangevraagd worden naar aanleiding van een inbraak of gewoon als preventieve maatregel
  - Een diefstalpreventieadviseur kan dan bij iemand langs komen om de plaats die men wil beveiligen zelf te bekijken en specifiek advies te geven. Die adviezen zijn gratis en hoeven niet te worden gevolgd
- Afwezigheidstoezicht
- Gratis voordrachten geven rond:
  - Informatie over preventie
  - Wetgeving rond camerabewaking, alarminstallaties, portiers,…
  - Informatie over criminaliteitsvormen waar bepaalde doelgroepen mee kunnen geconfronteerd worden zoals bijvoorbeeld senioren, handelaars,…
- Heel wat folders met preventietips
- Fietslabeling

Het doel is dus om te informeren en te sensibiliseren en op die manier het onveiligheidsgevoel te doen dalen. Preventiediensten streven ernaar om mogelijk slachtofferschap te vermijden. Preventiediensten werken meestal samen met zowel interne als externe diensten.